# Calosoma elegans
Calosoma elegans is een keversoort uit de familie van de loopkevers (Carabidae). De wetenschappelijke naam van de soort is voor het eerst geldig gepubliceerd in 1859 door Kirsch.
De kever wordt 18 tot 35 millimeter groot. De soort is brachypteer (kan niet vliegen) en is behoorlijk variabel van tekening.
De soort komt voor in Kazachstan en aangrenzende gebieden in Oezbekistan, Kirgizië, China.